# Chu Văn Thức
Chu Văn Thức (1932–2017) là nam diễn viên, đạo diễn chèo người Việt Nam, ông được biết đến chủ yếu qua vai diễn ông Bằng trong bộ phim truyền hình Mùa lá rụng.

## Cuộc đời
Chu Văn Thức sinh năm 1932 tại tỉnh Hà Tây (ngày nay là Hà Nội)
Chu Văn Thức từng là diễn viên của tổ kịch trong đoàn Văn công nhân dân Trung ương. Năm 1954, khi chia tách đoàn, ông được chuyển sang Đoàn Chèo Trung ương để bổ sung Đảng viên và thành lập chi bộ Đảng và bắt đầu học chèo từ đầu. Những năm đầu làm việc tại đoàn Chèo, ông bắt đầu được đi diễn ở các vùng sau lưng địch với những vai phụ, vai độc thoại.
Từ năm 1958, là diễn viên nam trẻ trong đoàn nên ông được cử đi học một khóa bồi dưỡng diễn xuất kéo dài 4 năm do chuyên gia Liên Xô hướng dẫn. Sau đó Chu Văn Thức được tham gia các vai chính và diễn trong các vở chèo cổ và tiếp đó được cử sang Rumani làm thực tập sinh về đạo diễn.  Tại Hội diễn sân khấu chuyên nghiệp toàn quốc năm 1962, ông giành được Huy chương Vàng cho vai diễn chính Kim Nham trong vở chèo cùng tên.
Chu Văn Thức giữ chức Giám đốc Nhà hát chèo Việt Nam từ năm 1987 dến 1989. Ông được phong tặng danh hiệu Nghệ sĩ ưu tú năm 1984 và Nghệ sĩ nhân dân năm 1993. Tháng 2 năm 2013, ông được Bộ Văn hóa, Thể thao và Du lịch trao tặng Huân chương Lao động hạng Nhì.
Chu Văn Thức qua đời ngày 9 tháng 3 năm 2017 vì tuổi già.

## Tác phẩm

### Chèo
- Lưu Bình trả nghĩa (tác giả)
- Kim Nham vai Kim Nham
- Quan Âm Thị Kính vai Thiện Sỹ
- Lưu Bình - Dương Lễ vai Dương Lễ
- Hương lúa tình quê vai Thịnh

### Phim truyền hình
| Năm  | Tựa đề      | Vai diễn    | Hình thức            | Đạo diễn                        | Chú thích |
| ---- | ----------- | ----------- | -------------------- | ------------------------------- | --------- |
| 1998 | Vọng cố đô  | Ông Ngân    | Điện ảnh truyền hình | Trọng Dụng                      |           |
| 2001 | Mùa lá rụng | Ông Bằng    | Ngắn tập             | Trần Quốc Trọng                 |           |
| 2004 | Đường đời   | Ông Lý      | Dài tập              | Trần Quốc Trọng - Trần Hoài Sơn |           |
| 2006 | Đèn vàng    | Giáo sư Đức | Ngắn tập             | Mai Hồng Phong                  |           |
| 2006 | Tháng 13    | Ông lão     | Điện ảnh truyền hình | Hoài Sơn, Quang Vinh            |           |